# Royal York (hôtel)
Pour les articles homonymes, voir Royal York.

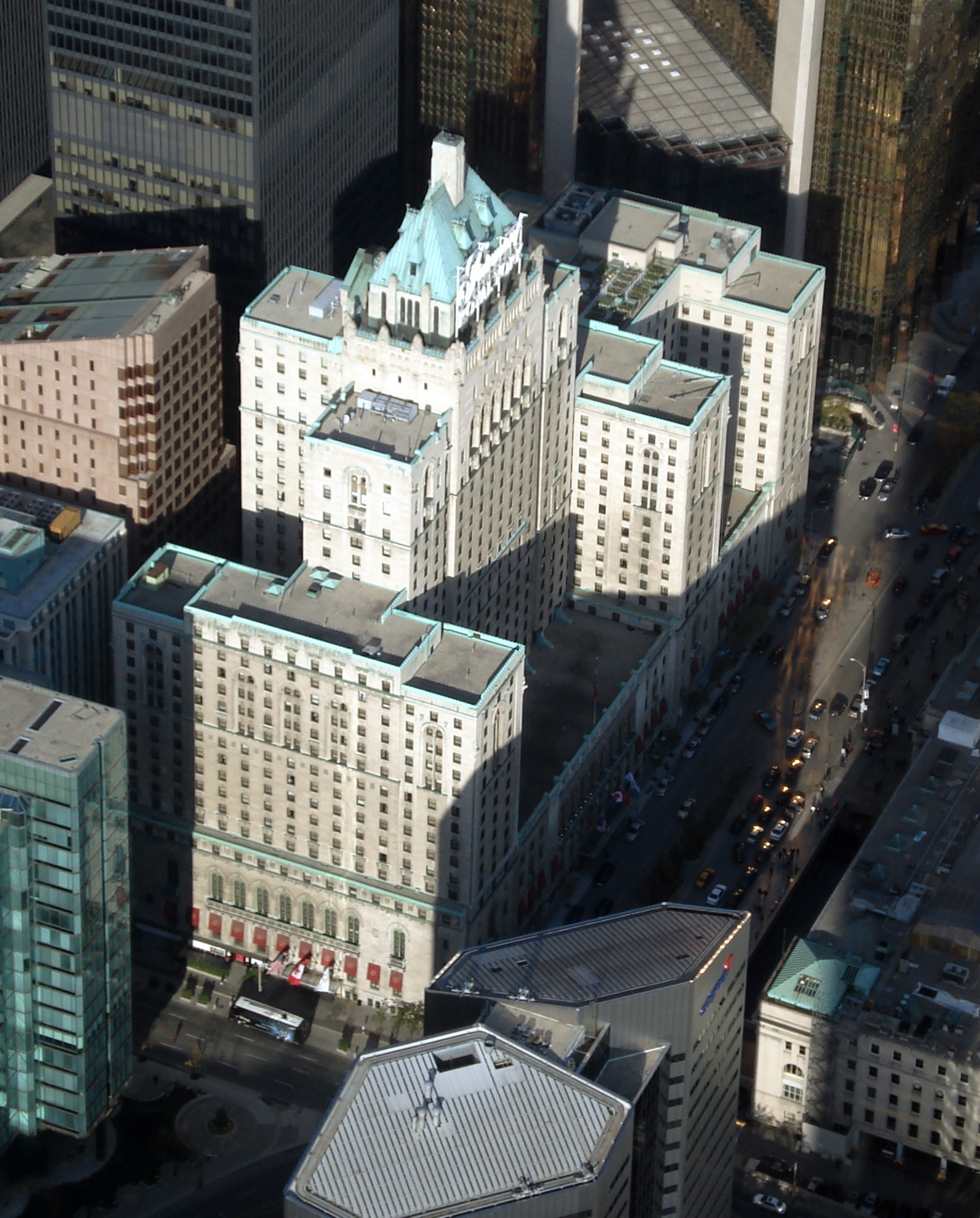
Vue de l'hôtel depuis la Tour CN

Le Fairmont Royal York, connu auparavant sous le nom de Royal York Hotel, est un hôtel historique situé dans le centre-ville de Toronto (Ontario, Canada), au 100 Front Street Ouest.

## Histoire

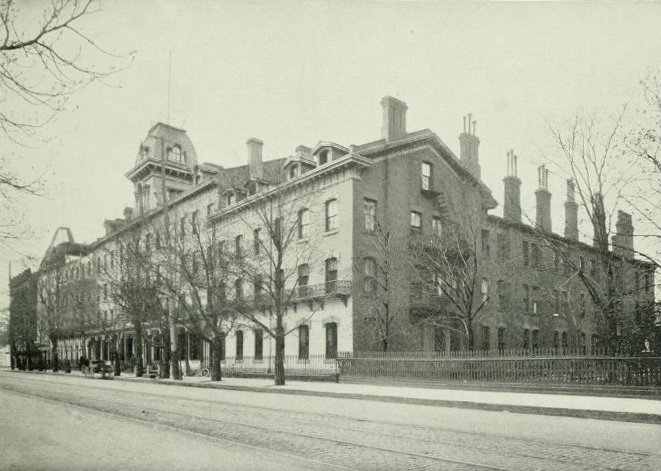
Le Queen's Hotel, 1901.

C'est le troisième hôtel à occuper cet emplacement. En 1843, l'Ontario Terrace ouvrit ses portes au même endroit; il fut renommé Sword's Hotel, en 1853. L'hôtel changea encore de nom en 1860, et devint le Revere House avant de finalement être rebaptisé le Queen's Hotel, en 1862. Avant d'être démoli, le Queen's Hotel était considéré comme un des hôtels les plus prestigieux de Toronto.
Inauguré le 11 juin 1929, le Royal York fut dessiné par les architectes Ross et Macdonald (ainsi que par Sproatt (en) et Rolph) et construit pour la compagnie de transport ferroviaire Canadien Pacifique juste en face de la gare Union qui se trouve de l'autre côté de la rue. Avec ses 28 étages et ses 122 mètres de hauteur, le bâtiment (construit dans le style des hôtels-châteaux du Canadien Pacifique) était le plus haut édifice de Toronto et de l'Empire britannique, jusqu'à la construction de la tour de la Canadian Bank of Commerce (en) sur King Street un an plus tard. Ce fut le premier gratte-ciel (immeuble d'au moins 100 mètres de hauteur) de Toronto et c'est le plus ancien du Canada, avec l'Édifice de la Banque Royale construit à Montréal.
L'hôtel était à la pointe du progrès lorsqu'il fut construit, avec dix ascenseurs, une radio dans chacune de ses 1048 chambres, une salle de bains privée par chambre. De plus, l'hôtel avait une vaste salle de concert avec un impressionnant orgue de chez Casavant Frères. Avec ses cinq claviers et ses 107 touches, c'était le plus grand orgue du Canada. Le central téléphonique mesurait 20 mètres de long et était opérationnel grâce à 35 opérateurs. L'hôtel fut agrandi en 1959 avec l'ajout de l'aile Est, pour atteindre un total de 1 600 chambres et il resta le plus grand hôtel du Commonwealth, pour de nombreuses années encore.
Après l'acquisition des hôtels de la chaîne Fairmont Hotels and Resorts par la chaîne Canadien Pacifique, il fut décidé par les nouveaux propriétaires de changer le nom de l'hôtel. Une campagne publique eut lieu pour empêcher que l'enseigne Fairmont ne vienne remplacer celle, historique du « Royal York ». Finalement, un compromis fut trouvé et une nouvelle enseigne avec les deux noms Fairmont Royal York fut posée sur la façade.